# NGC 6730
NGC 6730 é uma galáxia elíptica (E1) localizada na direcção da constelação de Pavo. Possui uma declinação de -68° 54' 44" e uma ascensão recta de 19 horas, 07 minutos e 33,6 segundos.
A galáxia NGC 6730 foi descoberta em 23 de Julho de 1835 por John Herschel.